# Alô, Meu Povo
Alô, meu povo é o título de uma canção escrita pelo compositor Jorge Moisés, e gravada por Guilherme & Santiago no álbum "10 Anos - Acústico Ao Vivo", lançado em 2005. A canção é uma moda sertaneja muito executada nas festas de peão e nos mais importantes rodeios brasileiros. É um dos grandes sucessos de Guilherme & Santiago e foi gravada novamente em seus outros álbuns ao vivo, além de estar presente em quase todos os seus shows. Esta canção também foi gravada por uma outra dupla: Ricardo & João Fernando.
A música possui o simples refrão:" Alô meu povo, vai começar de novo,e cavalo pulando, e toro rodando, na arquibancada a galera gritando "